# Matěj Helebrand
Matěj Helebrand (*19. června 1997, Opava) je český fotbalový obránce, od léta 2024 kope za FC ViOn Zlaté Moravce-Vráble. 

## Klubová kariéra
Odchovanec SFC Opava, kde prošel veškerými věkovými kategoriemi. S fotbalem začal právě v Opavě ve věku 6 let.

### SFC Opava
Dne 1. července 2016 přišel z kategorie U19 do A-týmu. Za první sezónu odehrál 17 zápasů a jednou rozvlnil síť. V sezóně 2017/18 pomohl Opavě zpátky mezi elitu. Nastupuje pravidelně v základní sestavě. 

### MFK Vítkovice (hostování)
Po málo vytížené sezóně šel v únoru 2020 na půlroční hostování. Dokázal odehrát 10 ligových zápasů. Vrátil se 31. července 2020.

### FK Blansko (hostování)
Dne 13. srpna 2020 zamířil na sezónní hostování do Blanska. Za rok odehrál 20 soutěžních zápasů, vstřelil jednu branku a odehrál 1429 minut.

### FC ViOn Zlaté Moravce-Vráble
S opavským srdcařem po sezóně 2023/24 vedení Opavy kontrakt neprodloužilo, a tak jako volný hráč přestoupil do slovenského ViOnu, kde přestupoval se spoluhráčem z Opavy Janem Kadlecem a opět se setkal s Karolem Mondekem.

#### Sezona 2024/25
Velmi rychle se zde stal členem základní sestavy a téměř pokaždé dostával plnou porci minut. V dresu Zlatých Moravců poprvé pálil 22. listopadu 2024 proti Staré Ľubovni, 14. března 2025 skóroval proti Humennému dokonce s kapitánskou páskou. S týmem dokráčel do baráže o první ligu, kde však proti Trenčínu zlatomoravečtí neuspěli.

## Reprezentační kariéra
Za Českou fotbalovou reprezentaci nastupoval v mládežnických kategoriích, konkrétně v U18, U19 a U20. Za reprezentaci hrál naposledy 4. září 2017 proti Německu U20, ve kterém odehrál 6 minut a zápas skončil remízou 2:2.